# Endsieg

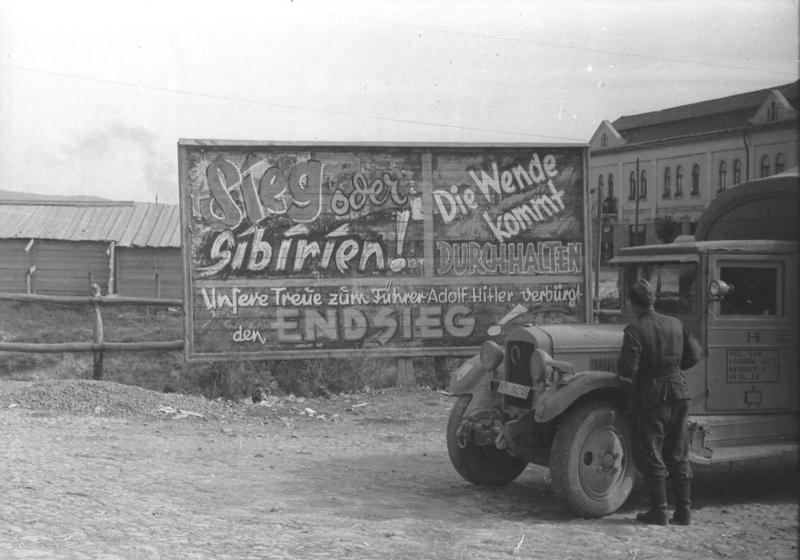
Plakatwand mit nationalsozialistischen Durchhalteparolen in Rumänien (Nordsiebenbürgen, August 1944), Aufnahme einer Propagandakompanie

Der Begriff Endsieg (Kurzform für „endgültiger Sieg“) war ein Propagandabegriff. Es handelt sich dabei um kein Wort, das eine genuin nationalsozialistische Herkunft hat. 

## Verwendung
Der Begriff Endsieg hat eine lange Vorgeschichte, die weit ins 19. Jahrhundert zurückreicht. 
Bereits in den Befreiungskriegen propagierte der bayerische Privatgelehrte Nikolaus Paulsen in seiner Kampfschrift "Das befreite Europa durch den Strafkrieg der verbündeten Rechtsmächte wider Galliens Napoleon oder den Weltfeind" die Losung "Heiliger Endsieg goldene Zeit" um zur Befreiung vom Joch des französischen Diktators Bonaparte aufzurufen.
Das Wort wurde 1918 im Ersten Weltkrieg erneut verwendet, um den zuletzt immer unwahrscheinlicheren, trotz aller Rückschläge zu erringenden Sieg der Mittelmächte gegen die Ententemächte zu bezeichnen. Karl Kraus gab im Oktober 1918 einer die hoffnungslose Situation darstellenden Glosse den ironischen Titel Vor dem Endsieg. Auch Rosa Luxemburg verwendete den Begriff.
Geläufiger als „Endsieg“ war im Ersten Weltkrieg der Begriff „Siegfrieden“; er wurde als Schlagwort gegen die Befürworter eines Verständigungsfriedens verwendet.
Adolf Hitler verwendete den Begriff „Endsieg“ schon 1924 in seinem Buch Mein Kampf:

„Ich war vom schwächlichen Weltbürger zum fanatischen Antisemiten geworden. Nur einmal noch – es war das letzte mal – kamen mir in tiefster Beklommenheit ängstlich drückende Gedanken. Als ich so durch lange Perioden menschlicher Geschichte das Wirken des jüdischen Volkes forschend betrachtete, stieg mir plötzlich die bange Frage auf, ob nicht doch vielleicht das unerforschliche Schicksal aus Gründen, die uns armseligen Menschen unbekannt, den Endsieg dieses kleinen Volkes in ewig unabänderlichem Beschlusse wünsche?“

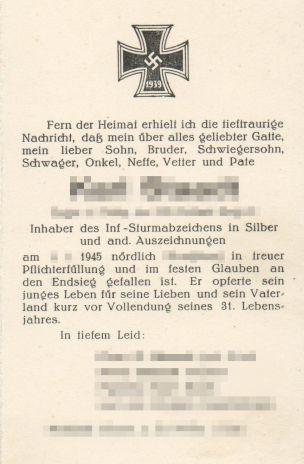
Trauerkarte aus dem Zweiten Weltkrieg mit Betonung des Glaubens an den Endsieg (1945)

Im Zweiten Weltkrieg wurde der Begriff bereits zu Beginn verwendet, so etwa am 3. September 1939 in einem Aufruf Hitlers an die Soldaten der Westarmee. Seine heutige Prägung erhielt er allerdings erst in der letzten Phase des Krieges, als er eine Beschwörungsformel der NS-Propaganda war. Man verstand darunter den endgültigen Sieg über die Alliierten, der von Propagandisten des NS-Regimes und von Wehrmacht-Offizieren, teils bis zur Kapitulation, zum Ziel erklärt wurde. Auch in Todesanzeigen und Trauerkarten für gefallene Wehrmacht- und Waffen-SS-Angehörige wurde behauptet, sie hätten „an den Endsieg geglaubt“. Ideologisch wurde der „Endsieg“ wegen der angeblichen rassischen Überlegenheit der Deutschen als unausweichlich betrachtet, denen hierzu allerdings unbedingte Gefolgschaft gegenüber dem „Führer“ abverlangt wurde. Militärisch sollte er insbesondere durch extreme Opferbereitschaft, den Kriegseintritt Japans Ende 1941, den U-Boot-Krieg oder ab 1943/44 durch die als „Wunderwaffen“ gepriesenen technologischen Innovationen der Kriegführung herbeigeführt werden. Besonders im Fokus der NS-Propaganda stand seit Juni 1941 die Idee einer politischen Spaltung der Alliierten in Ost und West, die vielfach auch in den letzten Kriegsjahren noch als „letzte Chance“ für den Endsieg begriffen wurde. Diese blieb aber aus. Äußerungen des Zweifels am Endsieg wurden besonders in den Jahren 1942 bis 1945 als Defätismus ausgelegt und oft als „Wehrkraftzersetzung“ mit dem Tode bestraft. Die Verurteilten waren häufig Opfer von Denunziationen aus dem Kollegen- oder Bekanntenkreis.